# Elizabeth Ryan
Elizabeth Montague Ryan (Anaheim, 5 de febrero de 1892-Wimbledon, 6 de julio de 1979) fue una tenista estadounidense, pero que vivió la mayor parte de su vida adulta en el Reino Unido. Ryan ganó 26 títulos de Grand Slam, 19 en dobles femeninos y en dobles mixtos en el campeonato de Wimbledon, un récord histórico para esos dos eventos. Doce de sus títulos de Wimbledon fueron en dobles femeninos y siete en dobles mixtos. Ryan también ganó cuatro títulos de dobles femeninos en el Torneo de Roland Garros, así como un título de dobles femeninos y dos de dobles mixtos en el Abierto de Estados Unidos. 